# Apostasie
Der Ausdruck Apostasie (griechisch ἀποστασία apostasía ‚Abfall‘, ‚Wegtreten‘ (vom ursprünglichen Sitz oder Standort); von ἀφίσταμαι aphístamai ‚abfallen‘, ‚wegtreten‘) oder „Abfall (vom Glauben)“ bezeichnet in der Theologie die Abwendung von einer Religionszugehörigkeit (beispielsweise Kirchenaustritt oder Übertritt zu einem anderen Bekenntnis, Konversion). Jemand, der eine Apostasie vollzieht, ist ein Apostat. Während eine Häresie nur eine oder mehrere überlieferte Lehren der betreffenden Religionsgemeinschaft bestreitet, besteht die Apostasie, auch „Abfall vom rechten Glauben“ genannt, in der Ablehnung der verlassenen Religion als solcher.
Der Begriff stammt aus der christlichen Tradition und bezeichnete zunächst den „Abfall vom christlichen Glauben“, besonders der römisch-katholischen Kirche. Heute wird er auch für die Apostasie im Islam verwendet. Einige Länder der islamischen Welt ahnden Apostasie mit der Todesstrafe.
Der Begriff ist eine Fremdbezeichnung für eine Person oder Gruppe aus der Sicht der verlassenen Religionsgemeinschaften und in den allermeisten Fällen mit stark abwertendem Urteil verbunden.

## Judentum
Das Buch Deuteronomium sieht beim öffentlichen Abfall und dem Gebet zu „Gestirngöttern“ unter bestimmten Voraussetzungen die Steinigung, also die Todesstrafe vor (Dtn 17,1–7 ). Diese Strafe wird nicht mehr praktiziert und von keinem heute lebenden Rabbiner gefordert.

## Christentum
Für das Christentum, das sich wie das Judentum auf das Deuteronomium – das 5. Buch Moses – bezieht, gelten die gleichen Aussagen, jedoch wurden und werden bis heute körperliche Strafen aus theologischen Gründen prinzipiell abgelehnt.
Im ehemals vor allem im Orient wertgeschätzten, zu den Apokryphen gezählten Buch Der Hirte des Hermas (145) steht, es gäbe keine Vergebung für die, die den Herrn bewusst verleugnen (74,2 bzw. sim. 8,8,2). Apostasie gehörte also zu den Sünden, für die die Alte Kirche fortwährende Buße und die Exkommunikation auferlegte und die Vergebung der Sünde Gott allein überließ.
Dazu gab es Meinungen, unter anderem von dem Theologen Thomas von Aquin, die die Todesstrafe als eine angemessene Sanktion für die Apostasia a fide vom Christentum ansahen. Kriegserklärung gegen Apostaten wurden auch von Thomas von Aquin als angemessen erklärt.
Im römisch-katholischen Kirchenrecht wird die Apostasie im Can. 751 Satz 2 des Codex Iuris Canonici von 1983 als Rechtsbegriff definiert. Es werden drei Fälle von Apostasie unterschieden:
- Apostasia a fide – das vollständige und freiwillige Aufgeben des christlichen Glaubens: Dabei spielt keine Rolle, ob der Apostat einer anderen Religion beitritt oder Atheist oder Agnostiker wird. Gemäß Can. 1364 § 1 Codex Iuris Canonici 1983 wird sie mit der Exkommunikation geahndet.
- Apostasia ab ordine – das Niederlegen des Priesteramtes. Das Konzil von Chalcedon legte dafür im Jahre 451 die Strafe der Exkommunikation fest. Heute führt Apostasia ab ordine zum Verlust der priesterlichen Rechte gem. Can. 194 § 1 Nr. 2 Codex Iuris Canonici 1983, führt aber nur selten zur Exkommunikation.
- Apostasia a religione – das eigenmächtige[4] Verlassen einer Ordensgemeinschaft durch einen Mönch oder eine Nonne mit der Absicht, nicht mehr zurückzukehren und sich den Verpflichtungen des Ordenslebens zu entziehen. Seit dem Konzil von Chalcedon steht darauf die Exkommunikation. Das betrifft jedoch nur das endgültige und unerlaubte Verlassen des Ordens; nicht als Apostasie gelten hingegen ein zeitweiliger unerlaubter Aufenthalt außerhalb der Gemeinschaft oder des Klosters sowie der Austritt aus dem Orden mit entsprechender Dispens (Austrittsindult) der zuständigen kirchlichen Autorität; ebenso wenig der Wechsel zu einer anderen Ordensgemeinschaft.

Ein prominentes Beispiel für die Verunglimpfung durch den Vorwurf der Apostasie stellt der nachträglich schmähende Beiname des römischen Kaisers Julian (Kaiser von 360–363) als „Julian Apostata“ dar. Kaiser Julian wollte die vorchristliche Religion Roms restaurieren und zur Staatsreligion erheben. Dabei wird durchaus die Wirkung christlicher Organisationsstrukturen und Reichskirchenvorstellungen auf Julians Ideen eines römischen Religionssystems diskutiert. Sein früher Tod verhinderte die Umsetzung dieser Pläne. Augustinus von Hippo bezeichnete den Kaiser in De civitate Dei als Apostaten (Apostata), und dieser polemische Beiname blieb bis in die jüngere Vergangenheit an Julian haften.
Der römische Kaiser Gratian erklärte im Jahr 380 mit dem Dreikaiseredikt das Christentum zur Staatsreligion und erließ drei Jahre später ein Dekret, wonach Apostasie den Verlust der bürgerlichen Rechte nach sich zog.

## Islam
Der Koran schreibt keine diesseitige Strafe für den Abfall vom Islam vor. Bestimmten Überlieferungen zufolge soll der Prophet Mohammed das Gebot einer solchen Strafe geäußert haben. Nach der Scharia wird öffentlich verkündeter Abfall vom Islam mit dem Tode bestraft, wenn die Aufforderung zur Rückkehr (istitāba) zum islamischen Glauben nicht befolgt wird.
In Teilen der islamischen Welt ist die Todesstrafe für den Abfall vom Islam auch heute noch vorgesehen, v. a. in Iran und in Pakistan. So wurde Mehdi Dibaj, ein vom Islam zum Christentum konvertierter Iraner und späterer Pfarrer, Jahrzehnte nach seiner Konversion zum Christentum 1983 zum Tode verurteilt, nach elf Jahren freigelassen und kurz danach ermordet. Der 2010 verurteilte Pfarrer Youcef Nadarkhani in Iran saß mehrere Jahre in Untersuchungshaft; nach internationalen Protesten wurde der Apostasie-Vorwurf von der Anklagebehörde fallengelassen.
In Ägypten erregte 2007 der Fall des Kopten Mohammed Hegazy heftige Diskussionen. Seit dem Todesurteil hält er sich und seine Familie versteckt. Im Sudan wurde im Mai 2014 die hochschwangere Christin Maryam Yahya Ibrahim Ishaq wegen angeblichen Abfalls vom Islam zu 100 Peitschenhieben und zum Tode verurteilt. Auch sie wurde schließlich nach internationalen Protesten freigelassen und durfte in die USA ausreisen.